# リアルタイムノートテーキング
リアルタイムノートテーキングとは、聴覚障害をもつ学生の学習支援法として、教員の発話を聞きながら、即時に入力し、文章を読める状態で提示する方法。例えば、ステノタイプと呼ばれる速記機械を用いて入力し、ラップトップパソコン画面に即座に表示し、授業の内容を伝える。その場合、教員と学生の質疑、あるいは討論などの内容も読み取ることが可能である。講義が終了したのち、間違いや文を整えて出力し、希望者に配布するサービスも行われる。大学は学習支援策として教育法の体系に組み込んで行う。作業には資格を持ったプロの速記者が当たる。